# ویرگیلیوش گرین
ویرگیلیوش گرین (لهستانی: Wirgiliusz Gryń؛ ۹ ژوئن ۱۹۲۸ – ۳ سپتامبر ۱۹۸۶) بازیگر اهل لهستان بود. او در سیزدهمین جشنواره بین‌المللی فیلم مسکو برندهٔ جایزهٔ بهترین بازیگر مرد شد.
از فیلم‌ها یا برنامه‌های تلویزیونی که وی در آن نقش داشته‌است، می‌توان به چگونه جنگ جهانی دوم را آغاز کردم، به‌دور از جاده، چقدر دور، چقدر نزدیک، عملیات هیملر، ترانه عاشقانه‌ای برای یانوشک، خرده‌دهقانان، عروسی، و روزگار ماتئوش اشاره کرد.